# Роккафорцата
Роккафорцата (итал. Roccaforzata) — коммуна в Италии, располагается в регионе Апулия, в провинции Таранто.
Население составляет 1815 человек (2008 г.), плотность населения составляет 350 чел./км². Занимает площадь 5 км². Почтовый индекс — 74020. Телефонный код — 099.
Покровителями коммуны почитаются Пресвятая Богородица (Madonna della Camera) и Илья Пророк, празднование в первый четверг после Пасхи и 20 июля.

## Демография
Динамика населения:

## Администрация коммуны
- Официальный сайт: http://www.comune.roccaforzata.ta.it/